# Transporte al Centro de Trabajo
Transporte al Centro de Trabajo (abreviado como TCT) es la denominación de algunas líneas de autobús de la EMT Madrid que se pusieron en marcha a partir de abril de 2007 para crear una serie de líneas de que comunicasen los principales centros de trabajo de Madrid con el intercambiador multimodal más cercano a los mismos.
Las líneas actuales son las siguientes:
| Línea | Terminales                                           |
| ----- | ---------------------------------------------------- |
| T11   | Mar de Cristal – Parque Empresarial Cristalia        |
| T23   | Puerta de Arganda – Polígono Industrial de Vicálvaro |
| T31   | Estación de El Pozo – Sierra de Guadalupe            |
| T32   | Plaza Legazpi – Mercamadrid                          |
| T41   | Villaverde Alto – Polígono Industrial La Resina      |
| T61   | Estación de Cercanías de Fuencarral – Las Tablas     |

Además, hasta el 13 de marzo de 2023, prestaba servicio la siguiente línea:
| Línea | Terminales                                          |
| ----- | --------------------------------------------------- |
| T62   | Plaza de Castilla – Estación de Chamartín (Correos) |

- Datos: Q17631947